# 什邡堂邛窑遗址

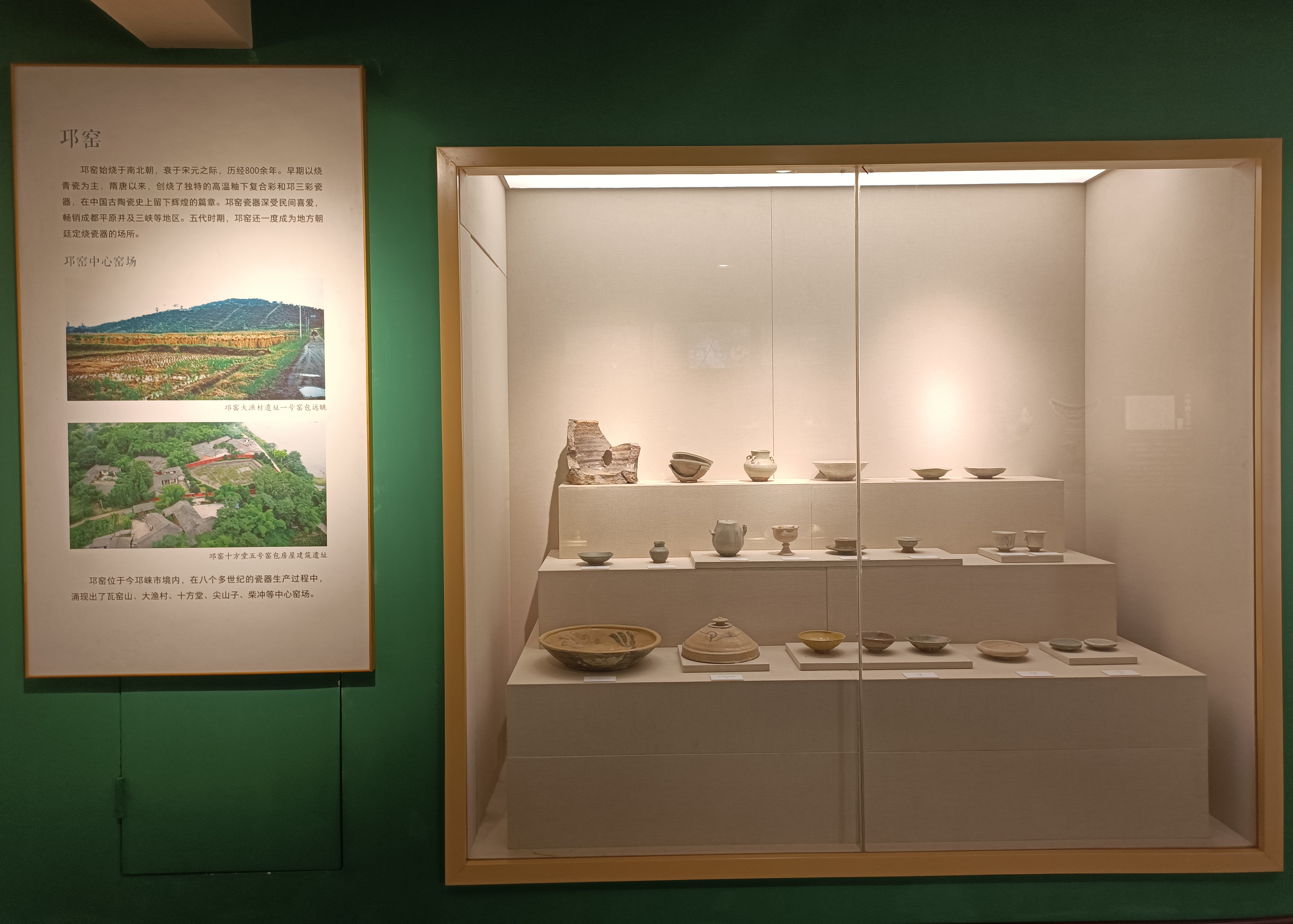
成都隋唐窑址博物馆藏邛窑瓷器

什邡堂邛窑遗址为隋至宋代民间瓷窑遗址，分布在四川省邛崃市临邛镇、固驿镇。1987年11月16日公佈為四川省第二批文物保護單位。1988年1月13日列為第三批全國重點文物保護單位；2006年大渔村窑址和瓦窑山窑址两处南北朝至宋代的古遗址被公布为第六批全国重点文物保护单位，合并入第三批什邡堂邛窑遗址。
邛崃，唐至明清均属邛州，故名邛窑。什邡堂邛窑创烧于隋，盛于唐而终于宋。该窑古无文献记载，1930年代始被发现，引起考古界、古陶瓷界重视。中华人民共和国成立后，四川省文物管理委员会、四川省博物馆、四川省古陶瓷史编写组曾多次对此窑址进行调查。1984～1987年，四川省文物管理委员会和邛崃县文物管理所进行发掘。该窑是邛窑系中面积最大、堆积层最厚的窑址，为四川青瓷最有代表性的古代瓷窑址之一。
遗址现存窑包13个，包括“龙窑”6座，马蹄形窑3座；出土各式器物（包括碗、盘、瓶、罐、钵等等）一万余件。
什邡堂邛窑遗址于2013年被列入国家大遗址保护规划成都片区的组成部分。